# كاميلو ماركس
كاميلو ماركس (بالإسبانية: Camilo Marks)‏ هو ناقد أدبي ومحامي تشيلي، ولد في 1948 في سانتياغو في تشيلي.